# Apàstovo
Apàstovo (rus: Апастово; tàtar: Апас) és un possiólok de la República del Tatarstan, a Rússia, situada a 109 km de la capital de Kazan de la república a la vall del riu Sviyaga, El 1992, la majoria de la població era tàrtars.